# Alfred Tennyson
Alfred Tennyson, 1º Barão de Tennyson (Somersby, 6 de agosto de 1809 — 6 de outubro de 1892), foi um poeta inglês. Estudou no Trinity College, em Cambridge. Viveu longos anos com sua esposa na ilha de Wight por seu amor à vida sossegada do campo. 
Muita da sua poesia baseou-se em temas clássicos mitológicos, embora In Memoriam tenha sido escrito em honra de Arthur Hallam, um poeta amigo e colega de Trinity College, Cambridge, que esteve noivo da sua irmã, mas que morreu devido a uma hemorragia cerebral antes de casar. Uma das obras mais famosas de Tennyson é Idylls of the King (1885), um conjunto de poemas narrativos baseados nas aventuras do Rei Artur e dos seus Cavaleiros da Távola Redonda, inspirados nas lendas antigas de Thomas Malory. A obra foi dedicada ao Príncipe Alberto, o consorte da Rainha Vitória. Tennyson fez também algumas incursões pelo teatro, mas as suas peças tiveram pouco sucesso durante a sua vida.

## Juventude
Alfred Tennyson nasceu em Somersby, Lincolnshire, o quarto filho de doze de um pároco e descendente do Rei Eduardo III de Inglaterra. De acordo com algumas fontes, "o seu avô, George Tennyson, descende dos Tennysons de classe média, e por via de Elizabeth Clayton, de Edmund, Duque de Somerset, dez gerações antes, e ainda mais para trás, até Eduardo III".
O seu pai, George Clayton Tennyson (1778–1831), foi pároco de Somersby (1807–1831), de Benniworth e de Bag Enderby, e vigário de Grimsby (1815). O reverendo era o mais velho de dois filhos, mas foi deserdado na juventude pelo seu pai, o proprietário George Tennyson (1750–1835) (que pertencia à aristocracia de Lincolnshire e era dono de Bayons Manor e Usselby Hall), a favor do seu irmão mais novo Charles, que posteriormente viria a ser conhecido por Charles Tennyson d'Eyncourt. O Reverendo George Clayton Tennyson criou uma família numerosa e "foi um homem superiormente dotado e de interesses variados, tendo tido razoável sucesso na arquitectura, pintura, música e poesia". O Reverendo Tennyson "vivia uma vida confortável para um pároco de província e a sua gestão financeira astuta permitiu à família passar os meses de Verão em Mablethorpe and Skegness, na costa oriental de Inglaterra". A sua mãe, Elizabeth Fytche (1781–1865), era filha de Stephen Fytche (1734–1799), vigário de Louth (1764) e pároco de Withcall (1780), uma pequena aldeia entre Horncastle e Louth. O pai de Tennyson teve "especial atenção à educação e formação dos seus filhos".
Tennyson e dois dos seus irmão mais velhos já escrevia poesia na adolescência, e uma colecção de poemas dos três foi publicada localmente quando Alfred tinha apenas 17 anos. Um dos seus irmãos, Charles Tennyson Turner casou posteriormente com Louisa Sellwood, a irmão mais velha da futura mulher de Alfred; o outro irmão poeta foi Frederick Tennyson.

## Estudos e primeiras publicações
Tennyson começou por estudar na Louth Grammar School durante quatro anos (1816-1820), passando depois para a Scaitcliffe School, em Englefield Green e posteriormente para a King Edward VI Grammar School, em Louth. Foi admitido no Trinity College, Cambridge em 1828, onde aderiu aos Cambridge Apostles ("Apóstolos de Cambridge"), uma sociedade secreta. Em Cambridge, Tennyson conheceu Arthur Henry Hallam, que se tornaria o seu melhor amigo. A sua primeira publicação foi uma colectânea das "suas rimas de rapaz e das do seu irmão mais velho, Charles" intitulada Poems bY Two Brothers ("Poemas por Dois Irmãos"), publicada em 1827.
Em 1829, foi galardoado com a Chancellor's Gold Medal ("Medalha de Ouro do Reitor") em Cambridge, premiando uma das suas primeiras obras "Timbuctoo", o que "era considerado uma honra para um jovem de vinte anos". Publicou a sua primeira colectânea de poemas a solo, Poems Chiefly Lyrical em 1830. "Claribel" e "Mariana", que mais tarde viriam a tomar lugar entre os poemas mais celebrados de Tennyson, estavam incluídos neste volume. Embora menorizado por alguns críticos como sentimental, os seus versos rapidamente se tornaram muito populares e proporcionaram a Tennyson a atenção de escritores famosos do seu tempo, incluindo Samuel Taylor Coleridge.

## Regresso a Lincolnshire
Na Primavera de 1832 o pai de Tennyson morreu, obrigando-o a deixar Cambridge antes de terminar a sua licenciatura. Regressou para a paróquia, onde foi autorizado a viver por mais seis anos, sustentando a sua mãe viúva e a sua grande prole. O seu amigo Arthur Hallam visitava-o durante o Verão, e acabou por ficar noivo da irmã de Tennyson, Emilia Tennyson.
Em 1833, Tennyson publicou o seu segundo livro de poesia, que incluía o poema, The Lady of Shalott, que viria a ser um dos seus poemas mais apreciados. Este livro foi recebido com fortes críticas, o que desencorajou Tennyson de publicar, embora não de continuar a escrever. No mesmo ano, Hallam sofreu uma hemorragia cerebral durante umas férias em Viena e morreu. Alfred ficou desolado, mas tão fortes emoções influenciaram os seus poemas de tal forma que o corpo de poesia que posteriormente produziu é hoje considerado entre o que de melhor se escreveu no mundo. Todavia, á morte de Hallam seguiram-se dez anos de silêncio poético!
Tennyson e a sua família foram autorizados a manter-se na paróquia por algum tempo, mas acabou por se mudar para Essex, na Inglaterra, onde um investimento mal informado numa empresa de estatuária religiosa em madeira rapidamente lhe fez perder a maior parte do património financeiro da família.

## Reconhecimento
Em 1842, quando já vivia modestamente em Londres, Tennyson publicou dois volumes de Poems ("Poemas"), o primeiro dos quais incluía poemas já anteriormente publicados, e o segundo era sobretudo composto por poesia inédita. Foram um sucesso imediato. Poemas destes livros, como Locksley Hall, Tithonus e Ulysses, ficaram famosos. The Princess: A Medley, uma sátira sobre a educação feminina, que apareceu em 1847, também ficou muito popular. William Schwenck Gilbert adaptaria mais tarde esta obra, parodiando-a, duplamente: na peça de teatro The Princess (1870) e em Princess Ida (1884). 
Foi em 1850 que Tennyson atingiu o pináculo da sua carreira, quando publicou a sua obra-prima In Memoriam A.H.H., dedicada a Hallam. Mais tarde, nesse mesmo ano, foi nomeado Poeta laureado, sucedendo a William Wordsworth. No mesmo ano, a 13 de Junho, Tennyson casou com  Emily Sellwood, que conhecia desde a infância, na aldeia de Shiplake. Tiveram dois filhos, Hallam (nascido a 11 de Agosto de 1852) - baptizado com o nome do seu grande amigo falecido - e Lionel (nascido a 16 de Março de 1854).

## Poeta laureado

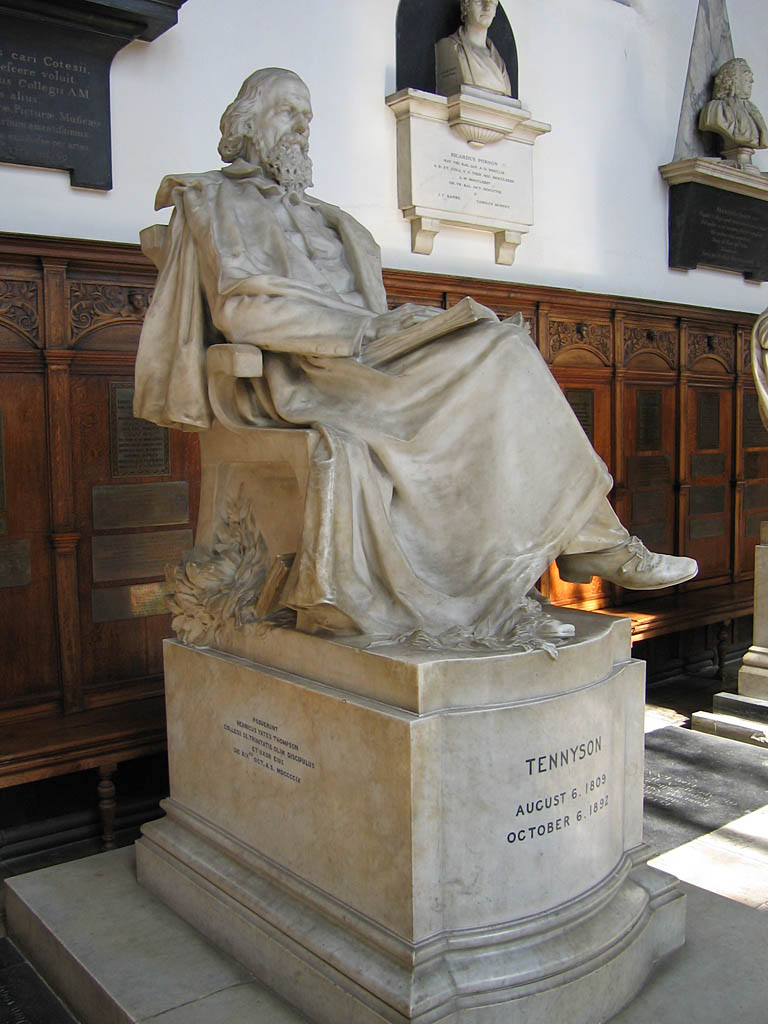
Estátua de Tennyson na igreja do Trinity College, Cambridge.

Tennyson foi Poeta laureado de 1850 até à sua morte, produzindo poesia adequada ao cargo, mas muitas vezes apenas medíocre, como por exemplo um poema de boas vindas e Alexandra da Dinamarca, quando da sua chegada à Grã-Bretanha para casar com o futuro Rei Eduardo VII do Reino Unido. Em 1885, Tennyson compõs uma das suas obras mais conhecidas,The Charge of the Light Brigade ("A Carga da Brigada Ligeira"), um tributo dramático à cavaleiros britânicos envolvidos na desastrosa Carga da Cavalaria Ligeira de 25 de Outubro de 1854, na Guerra da Crimeia. Outras obras escritas como Poeta laureado foram Ode on the Death of the Duke of Wellington ("Ode à Morte do Duque de Wellington") e Ode Sung at the Opening of the International Exhibition ("Ode Cantada na Inauguração da Exposição Internacional").
A Rainha Vitória foi uma forte admiradora da obra de Tennyson, e em 1884 concedeu-lhe o título de "Barão Tennyson" de Aldworth, no Condado de Sussex e de Freshwater da Ilha de Wight. Tennyson começou por declinar o baronato em 1865 e 1868 (quando patrocinado por Benjamin Disraeli),mas acabou por o aceitar em 1883 a solicitação do primeiro-ministro Gladstone, tomando o seu lugar na Câmara dos Lordes do Parlamento do Reino Unido em 11 de Março de 1884. e tornando-se o primeiro escritor inglês a quem foi concedida tal honraria.    Tennyson, um homem emocional e peculiar, nunca se sentiu confortável com esta posição, que teria aceite apenas para assegurar o futuro do seu filho Halam.
A vida de Tennyson em Freshwater consta da peça homónima de Virginia Woolf, em que Tennyson confraterniza com o seus amigos Julia Margaret Cameron and G.F.Watts. Conhecem-se gravações audio de Tennyson declamando a sua poesia, feitas por Thomas Edison, mas são muito rudimentares e de qualidade baixa.
Já no final da sua vida, Tennyson revelaria que "as suas crenças religiosas também eram pouco convencionais, inclinando-se para o agnosticismo e pandeísmo". Em In Memoriam, polemicamente escreveu: "Existe mais fé na dúvida honesta, acreditem-me, que em metade das religiões". Em Maud, em 1885, afirmou que: "As Igrejas mataram o seu Cristo", e em Locksley Hall Sixty Years After: "O amor cristão entre as Igrejas parece irmão gémeo do ódio pagão". Na sua peça de teatro, Becket, indica que: "Somos criatura meio-inseguras, e podemos, Yea, mesmo quando não o sabemos, misturar as nossas malícias e ódios privados com a defesa do Paraíso". Tennyson registou no seu diário (pag. 127): "Acredito numa espécie de panteísmo". A biografia do seu filho confirma que Tennyson não era cristão, referindo que nos seus últimos anos elogiava Giordano Bruno e Spinoza, dizendo de Bruno: "A sua concepção sobre Deus é, sobre certas perspectivas idêntica à minha".
Tennyson continuou a escrever quase até morrer, a 6 de Outubro de 1892, com 83 anos. Foi sepultado na Abadia de Westminster.

## A amizade com Arthur Hallam

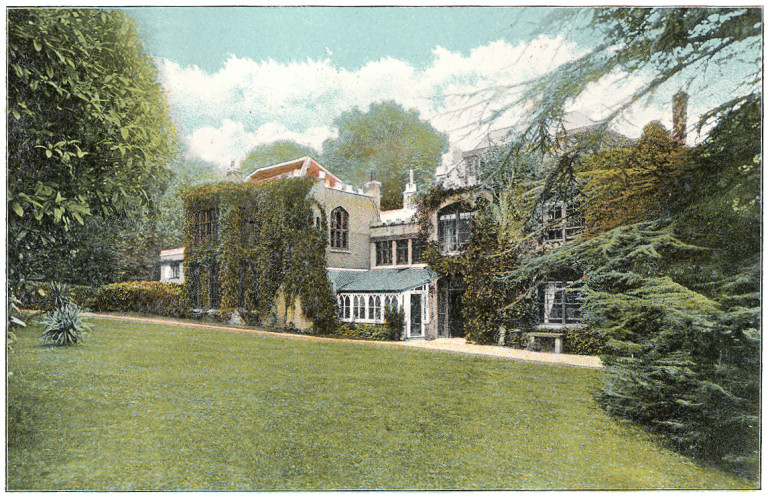
Farringford - A casa de Tennyson na Ilha de Wight

A poesia de Tennyson, reflexo da sua alma atormentada, estabeleceu-o como o mais importante poeta da sua época. Na origem da sua dor estava a mágoa não resolvida pela morte do seu grande amigo Arthur Hallam, que conheceu enquanto estudante. A relação entre os dois era tão intensa que a palavra "amor"  seria a mais adequada para a descrever. Quando Hallam morreu subitamente em 1833, Tennyson ficou mais que desolado; caiu num estado de luto e melancolia que duraria mais de 20 anos, e que seria resolvida com a finalização da sua obra-prima In Memoriam A.H.H., um longo poema descrevendo a "viagem da sua alma", como o próprio poeta afirmou, do desespero à resignação e à aceitação.
O amor de Tennyson por Hallam foi considerado pela crítica puritana de até há poucos anos, como o ideal sacrossanto da amizade, uma relação platónica perfeita. Hoje sabe-se que o pai de Hallam queimou as cartas de Tennyson para o seu filho logo após a morte deste, tal como o filho mais velho de Tennyson, Hallam, responsável pelo herdeiro da sua obra literária e o seu primeiro biógrafo, que destruiu também muitas outras cartas após a morte do pai. In Memoriam  é considerado actualmente como um poema metafísico carregado de simbolismo e alegoria. Só após a republicação dos seus poemas iniciais, passaram os críticos a reexaminar a natureza do amor de Tennyson por Hallam, que agora aparece claramente como uma relação apaixonada e romântica, embora seja duvidoso se alguma vez teria sido consumada.
A amizade homoerótica de Tennyson por Hallam apresenta-se como subconsciente, livre de remorso ou sentido de ilícito. O conceito de homossexualidade que define uma identidade psicológica específica, ainda não existia, e como a relação entre os dois homens era casta, não tinham de que se arrepender no que se refere ao "pecado da sodomia". Perto do final dos seus dias, literalmente no seu leito de morte, Tennyson proclamaria que o maior amor da sua vida, o amor que "suplantou o amor pelas mulheres", foi Hallam.

## A arte na poesia de Tennyson
Tennyson utilizou uma vasta gama de temas poéticos, desde lendas medievais e mitos clássicos, até situações domésticas e contemplação da natureza. A influência de John Keats e outros poetas do Romantismo, publicados antes e durante a sua infância, é evidente na riqueza da escrita descritiva e gráfica de Tennyson. Tennyson usava o ritmo com mestria, como na batida insistente em Break, break, break, que enfatiza a tristeza e irremediabilidade do tema. A utilização da musicalidade das palavras para marcar os seus ritmos e mensagens é muito sensitiva. A linguagem em "I come from haunts of coot and hern", ecoa e ondula como o regato do poema e od dois últimos versos "Come down O maid from yonder mountain height" ilustram uma magnífica combinação de onomatopeia, aliteração e assonância:
The moan of doves in immemorial elms
And murmuring of innumerable bees.
Tennyson era um artista que polia e revia extensivamente os seus manuscritos. Poucos poetas utilizaram tão grande variedade de estilos com tão profundo entendimento da métrica. A sua inclinação para a ordem e a sua tendência para a moralidade e auto-indulgência melancólica da sua maturidade, são o reflexo do período vitoriano, em que viveu. Tennyson revela também a preocupação comum entre os escritores da época sobre a contradição entre a fé religiosa e o progresso científico. Como muitos escritores que se mantiveram activos durante longos anos, Tennyson pode por vezes parecer como pomposo e banal, e a sua personalidade aparece naturalmente em toda a sua obra.

## Lista parcial de obras
- Em Poems, Chiefly Lyrical (1830):
  - The Dying Swan
  - The Kraken
  - Mariana
- Lady Clara Vere de Vere (1832)
- Em Poems (1833):
  - Lotos-Eaters
  - The Lady of Shalott (1832, 1842)
- Em Poems (1842):
  - Locksley Hall
  - Tithonus
  - Vision of Sin
  - The Two Voices (1834)
  - Ulysses (1833)
- The Princess (1847)
  - Tears, Idle Tears
- In Memoriam A.H.H. (1849)
- Ring Out, Wild Bells (1850)
- The Eagle (1851)
- The Charge of the Light Brigade (1854) - é conhecida uma gravação antiga de Tennyson declamando este poema
  - Este poema é conhecido na cultura popular moderna por ter inspirado a canção "The Trooper", da banda inglesa de heavy metal Iron Maiden.
- Maud (1855/1856)
- Enoch Arden (1862/1864)
- Flower in the crannied wall (1869)
- The Window - ciclo de canções com Arthur Sullivan. (1871)
- Harold (1876) - provocou um renascimento do interesse no Haroldo II de Inglaterra
- Idylls of the King (composto em 1833-1874)
- Locksley Hall Sixty Years After (1886)
- Crossing the Bar (1889)
- The Foresters - peça de teatro com música incidental por Arthur Sullivan (1891)
- Now Sleeps the Cimson Petal  - aparece como canção no filme Vanity Fair, com arranjo musical de Mychael Danna